# 119
El año 119 (CXIX) fue un año común comenzado en sábado del calendario juliano, en vigor en aquella fecha.
En el Imperio romano el año fue nombrado el del consulado de Adriano y Rústico o menos comúnmente, como el 872 ab urbe condita, siendo su denominación como 119 a principios de la Edad Media, al establecerse el Anno Domini.

## Acontecimientos
- Adriano amplía casi todos los pueblos romanos.
- En China, una rebelión deja como saldo más de 170 muertos y 450 heridos.
- Expansión del budismo en Filipinas.

## Nacimientos
- Librada, Marina, Victoria, Germana, Quiteria, Eufemia, Marciana, Genibera y Basilia. Todas ellas fueron, supuestamente, hijas del entonces gobernador romano de Gallaecia y Lusitania Lucio Castelio Severo y su esposa Calsia. Las nueve hermanas se convertirían posteriormente en mártires cristianas (existe la posibilidad de que hubiesen nacido en el año 120).
- Cayo Brutio Presente, político romano.

## Fallecimientos
- Matidia la Mayor, dama romana y hermana del emperador Trajano.
- Segundo de Asti, religioso cristiano.